# Henvelik
Henvelik is een geslacht van kevers uit de familie van de loopkevers (Carabidae). De wetenschappelijke naam van het geslacht is voor het eerst geldig gepubliceerd in 1999 door Morvan.

## Soorten
Het geslacht Henvelik omvat de volgende soorten:
- Henvelik kalchhigenn Morvan, 1999
- Henvelik kucerai Morvan, 2004